# Polynesiërs
Polynesiërs vormen een etnolinguïstische groep van nauw verwante volkeren die inheems zijn in Polynesië (de eilanden in de Polynesische Driehoek), een uitgestrekt gebied van Oceanië in de Grote Oceaan. Ze traceren hun vroege prehistorische oorsprong naar maritiem Zuidoost-Azië en maken deel uit van de grotere Austronesische etnolinguïstische groep met een Urheimat in Taiwan. Ze spreken de Polynesische talen, een tak van de Oceanische onderfamilie van de Austronesische taalfamilie.
In 2012 waren er naar schatting zo'n 2 miljoen etnische Polynesiërs (volbloed Polynesiërs en mensen van gedeeltelijk Polynesische afkomst) op de wereld, waarvan de grote meerderheid of in een van de onafhankelijke Polynesische natiestaten woont (Samoa, Niue, Cookeilanden, Tonga, en Tuvalu) of als minderheid in landen zoals Australië, Chili (Paaseiland), Nieuw-Zeeland, Frankrijk (Frans-Polynesië en Wallis en Futuna), en de Verenigde Staten (Hawaï en Amerikaans-Samoa), en daarnaast de Pitcairneilanden in de Britse overzeese gebieden. Nieuw-Zeeland had de grootste Polynesische bevolking, geschat op 110.000 in de 18e eeuw.
Polynesiërs hebben een reputatie opgebouwd als geweldige zeevaarders - hun kano's bereikten de meest afgelegen uithoeken van de Grote Oceaan, waardoor eilanden konden worden bereikt die zo ver uit elkaar liggen als Hawaï in het noorden, Paaseiland in het zuidoosten en Nieuw-Zeeland in het zuidwesten. De mensen van Polynesië volbrachten deze reis met behulp van oude navigatievaardigheden zoals het lezen van sterren, zeestromingen, wolken en vogelbewegingen - vaardigheden die tot op de dag van vandaag aan opeenvolgende generaties zijn doorgegeven.

## Oorsprong

De verspreiding van Polynesische kolonisatie van de Grote Oceaan tot de zogenaamde Polynesische Driehoek.

Polynesiërs, met inbegrip van Samoanen, Tonganen, Niueanen, Cookeilandmāori, Tahitiaanse Mā'ohi, Hawaiiaanse Maoli, Marquesiërs en Nieuw-Zeeland Maori, zijn een subset van de Austronesische volkeren. Ze hebben dezelfde oorsprong als de inheemse volkeren van Taiwan, Zuidoost-Azië (vooral de Filipijnen, Maleisië en Oost-Indonesië), Micronesië en Madagaskar. Dit wordt ondersteund door genetisch, taalkundig en archeologisch bewijs.

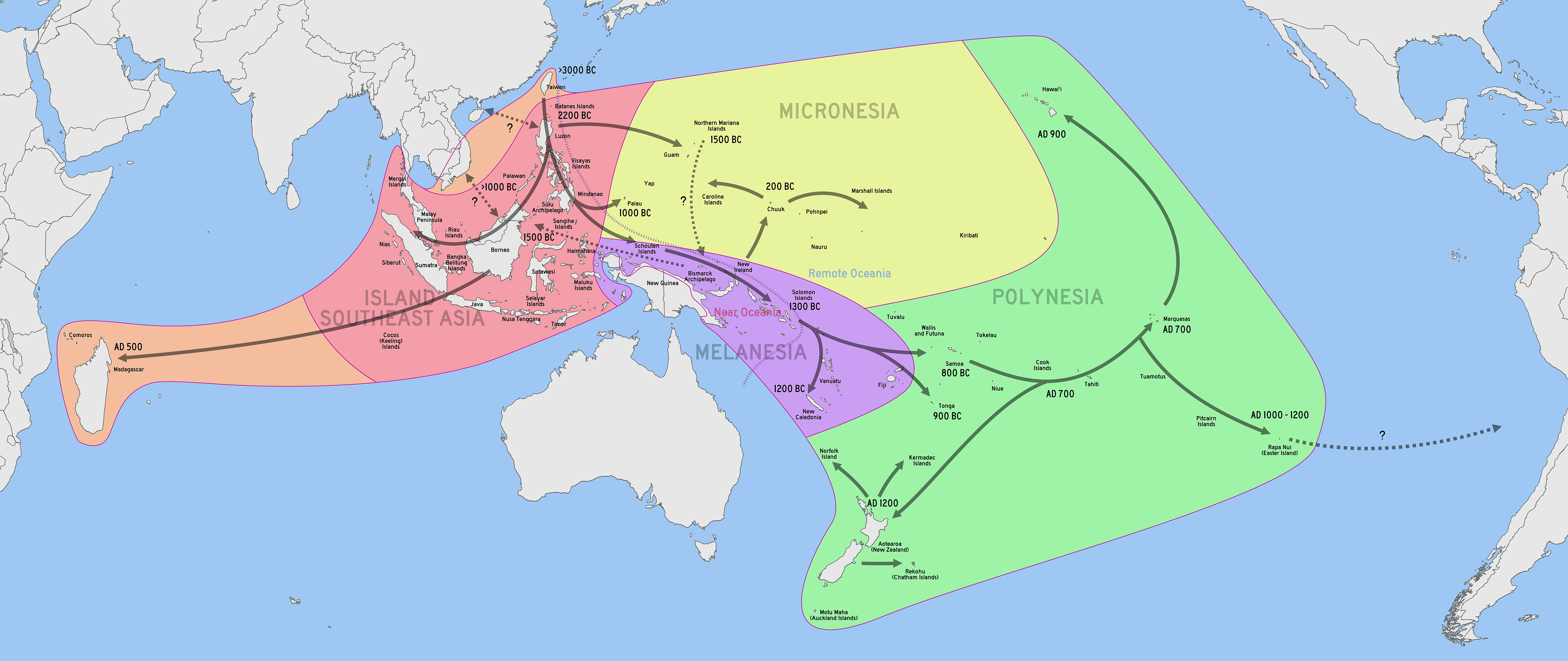
Chronologische verspreiding van de Austronesische volkeren

Er zijn meerdere hypothesen over de uiteindelijke oorsprong en wijze van verspreiding van de Austronesische volkeren, maar de meest algemeen aanvaarde theorie is dat moderne Austronesiërs uit migraties vanuit Taiwan voortkwamen tussen 3000 en 1000 voor Christus. Met behulp van relatief geavanceerde maritieme innovaties zoals de catamaran, uitleggerkano's en krabklauwzeilen, koloniseerden ze snel de eilanden van zowel de Indische als de Grote Oceaan. Zij waren de eerste mensen die grote afstanden van water overstaken op zeegaande boten. Van Polynesiërs is bekend dat ze zeker afkomstig zijn van een tak van de Austronesische migraties naar de eilanden van Melanesië, ondanks de populariteit van verworpen hypothesen zoals Thor Heyerdahl 's overtuiging dat Polynesiërs afstammelingen zijn van "bebaarde blanke mannen" die op primitieve vlotten uit Zuid-Amerika zeilden.
De directe voorouders van de Polynesiërs waren de neolithische Lapitacultuur, die op de eilanden van Melanesië en Micronesië is ontstaan rond 1500 voor Christus uit een convergentie van migratiegolven van Austronesiers afkomstig van zowel Maritiem Zuidoost-Azië westwaarts en een eerdere Austronesische migratie naar Micronesië noordwaarts. De cultuur onderscheidde zich door met kartels gestempeld aardewerk. Hun oostelijke expansie stopte echter toen ze rond 900 voor Christus de westelijke Polynesische eilanden Fiji, Samoa en Tonga bereikten. Dit bleef de verste omvang van de Austronesische uitbreiding in de Grote Oceaan gedurende ongeveer 1500 jaar, waarin de Lapitacultuur op deze eilanden abrupt om onbekende redenen de technologie verloor om aardewerk te maken. Ze hervatten hun migratie naar het oosten rond 700 na Christus en verspreidden zich naar de Cookeilanden, Frans-Polynesië en de Marquesaseilanden. Vanaf hier verspreidden ze zich verder naar Hawaï tegen 900 na Christus, Paaseiland in 1000 na Christus en ten slotte Nieuw-Zeeland tegen 1200 na Christus.

## Volkeren

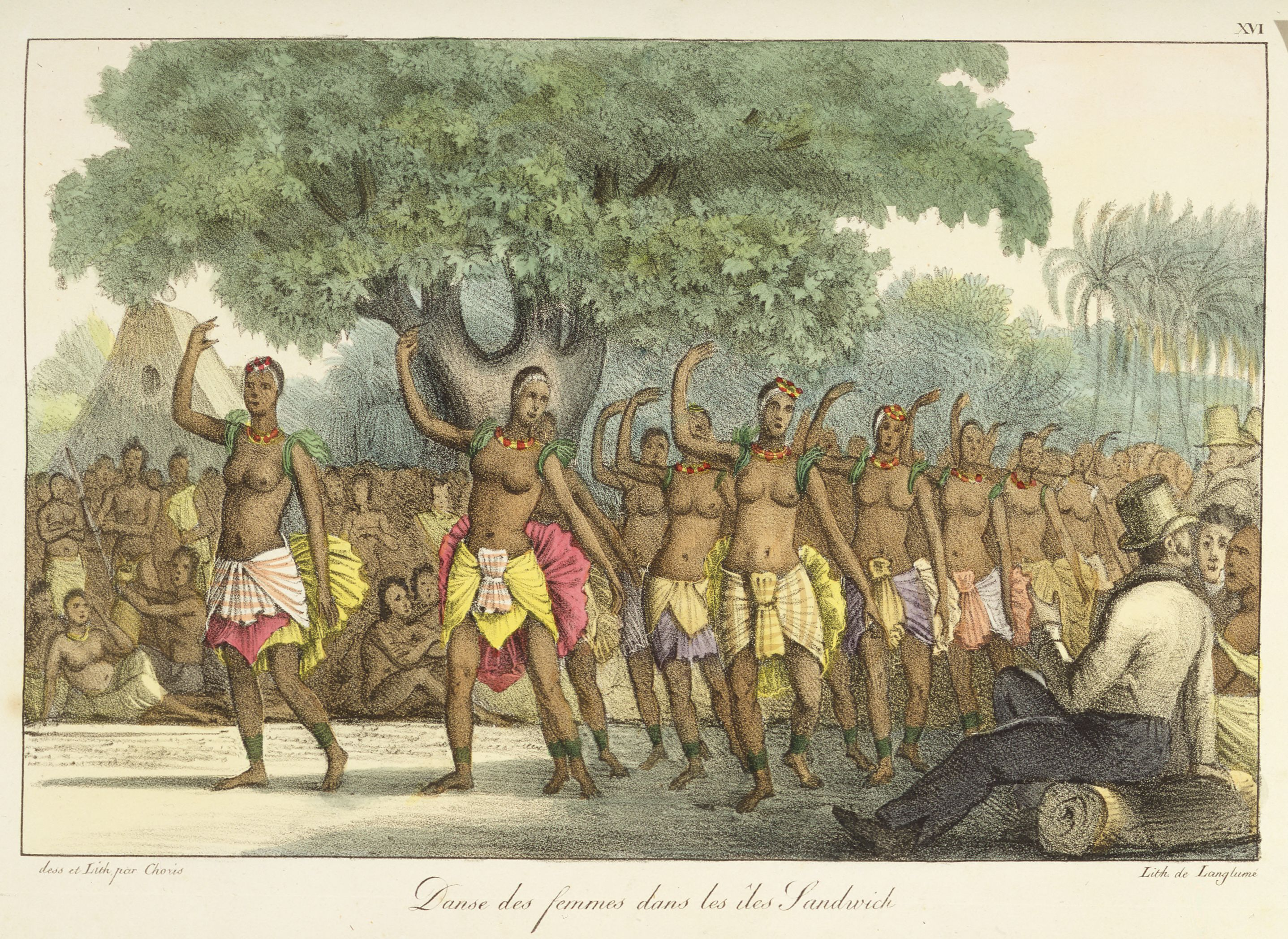
Danseressen van de Hawaï-eilanden afgebeeld door Louis Choris, ca. 1816

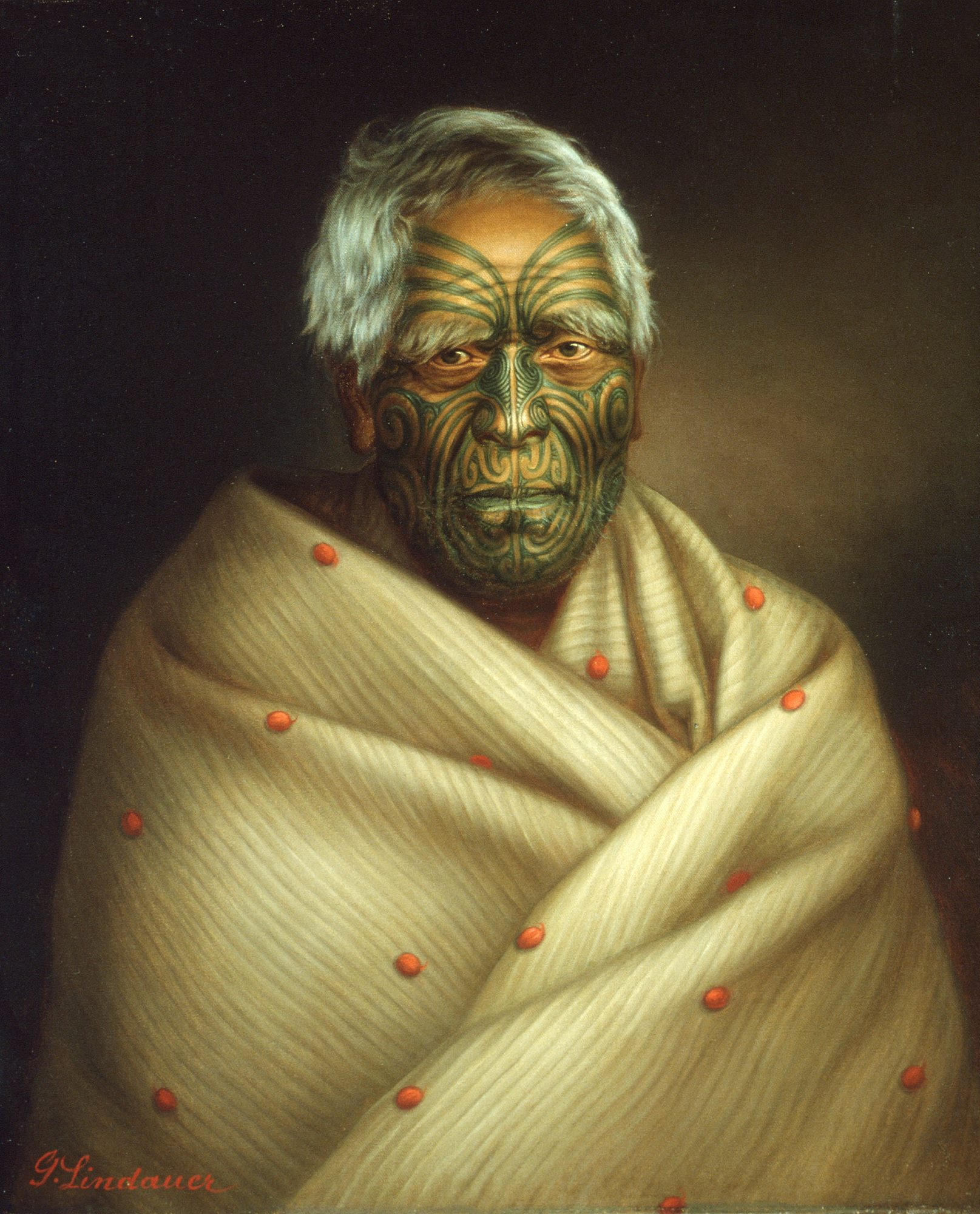
Een portret van een Māori- man, door Gottfried Lindauer.

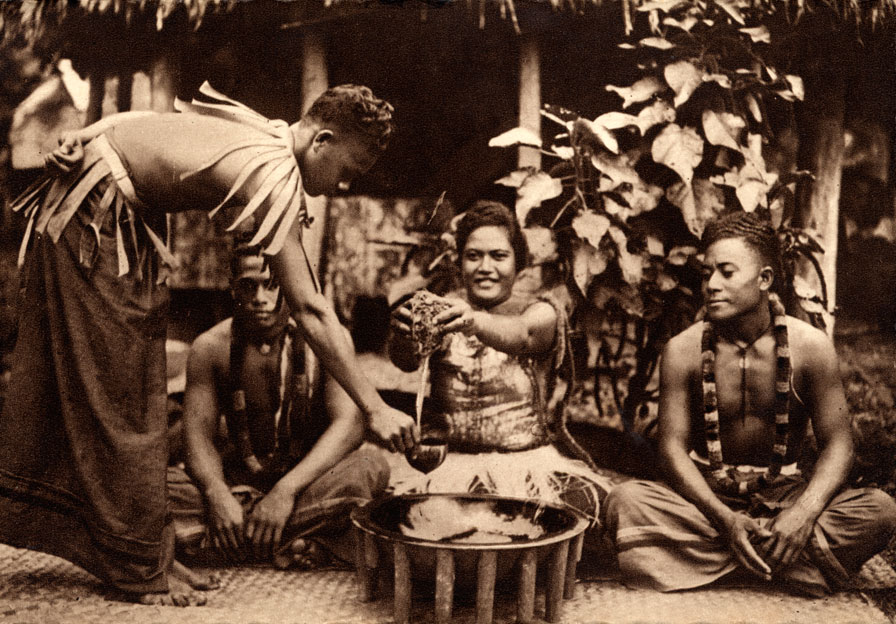
Kava ('ava) makers (aumaga) van Samoa. Een vrouw zittend tussen twee mannen met de ronde tanoa (of laulau) houten schaal ervoor. Staande is een derde man, distributeur van de 'ava, die de kokosnootschaal (tauau) vasthoudt die wordt gebruikt voor het distribueren van de drank.

Er zijn naar schatting 2 miljoen etnische Polynesiërs en velen van gedeeltelijk Polynesische afkomst over de hele wereld, van wie de meerderheid in Polynesië, de Verenigde Staten, Australië en Nieuw-Zeeland woont. De Polynesische volkeren worden hieronder weergegeven in hun verschillende etnische en culturele groeperingen (schattingen van de grotere groepen worden getoond):
Polynesië:
- Maori : Nieuw-Zeeland (Aotearoa) - c. 744.800[15] (exclusief 130.000 woonachtig in Australië[16])
- Samoanen : Samoa, Amerikaans-Samoa - c. 249.000 (wereldwijd: c. 500.000-600.000, inclusief de 109.000 die in de VS wonen en 145.000 in Nieuw-Zeeland)
- Tahitianen (Maohi): Tahiti - c. 178.000 (inclusief gemengd ras: 250.000+)
- Hawaïanen: Hawaï - c. 140.000 (inclusief multiraciale Hawaïanen: 400.000)
- Tonganen : Tonga – c. 104.000 (+ 8.000 Australië, 35.000 VS en 60.300 Nieuw-Zeeland)
- Cookeilandmaori : Cookeilanden – 98.000+ (inclusief 62.000 in Nieuw-Zeeland en 16.000 woonachtig in Australië)
- Niueanen : Niue - c. 20.000-25.000 (waarvan 95% in Nieuw-Zeeland woont)
- Tuvaluanen : Tuvalu – c. 10.000 (+ 3.500 in Nieuw-Zeeland)
- Tokelauanen : Tokelau - c. 1.500 (+ 6.500 in Nieuw-Zeeland)
- Tuamotu : Tuamotu-archipel - c. 16.000
- Marquesas-eilanders : Marquesaseilanden - c. 11.000
- Rapanui : Paaseiland – c. 5.000 (inclusief mensen met een gedeeltelijke Rapanui afkomst en Rapanui die in Chili wonen)
- Australeilanders : Australeilanden – ~7.000
- Mangareva : Gambiereilanden - c. 1600
- Moriori : Chathameilanden (Rēkohu) - c. 738 (Census Nieuw-Zeeland 2013)
- Uvea en Futuna : Wallis en Futuna

Polynesische exclaves:
- Kapingamarangi en Nukuoro : de Federale Staten van Micronesië
- Nuguria, Nukumanu en Takuu : Papoea-Nieuw-Guinea
- Anuta, Bellona, Ontong Java, Rennell, Sikaiana, Tikopia en Vaeakau-Taumako : Salomonseilanden
- Emae, Makata, Mele (Erakoro, Eratapu), Aniwa en Futuna : Vanuatu
- Fagauvea : Ouvéa (Nieuw-Caledonië)